# Einsteinov obroč
Einsteinov obróč (tudi Hvolsonov obróč) [ájnštajnov ~/hvólsonov ~] je v astronomiji pojav v katerem dobimo sliko izvora (galaksija, zvezda) v obliki obroča. Pojav nastane zaradi lečenja na močnem gravitacijskem polju (druga galaksija ali črna luknja). Opazi se samo, kadar so izvor elektromagnetnega valovanja, gravitacijska leča in opazovalec poravnani na premici. V odvisnosti od poravnanosti treh teles lahko dobimo popolni Einsteinov obroč (brez prekinitev) ali pa dobimo več slik izvora (glej Einsteinov križ). Prvi popolni Einsteinov obroč je bil odkrit leta 1998 v sodelovanju astronomov Univerze v Manchestru s pomočjo Hubblovega vesoljskega teleskopa.

## Opis
Polmer Einsteinovega obroča (imenuje se tudi Einsteinov polmer) v radianih za poravnana telesa (izvor, leča in opazovalec na Zemlji ležijo na eni premici) se lahko izračuna po naslednjem obrazcu
{\displaystyle \theta _{E}={\sqrt {{\frac {4\kappa m}{c^{2}}}\;{\frac {d_{\rm {LS}}}{d_{\rm {L}}d_{\rm {S}}}}}},}
kjer je
- {\displaystyle \kappa \!} gravitacijska konstanta,
- {\displaystyle m\!} masa telesa, ki deluje kot leča,
- {\displaystyle c\!} hitrost svetlobe,
- {\displaystyle d_{\rm {L}}\!} oddaljenost telesa, ki deluje kot leča,
- {\displaystyle d_{\rm {S}}\!} oddaljenost telesa, ki daje sliko,
- {\displaystyle d_{\rm {LS}}\!} oddaljenost med lečo in telesom, ki daje sliko.

Pri tem je potrebno upoštevati, da za kozmološke razdalje velja {\displaystyle d_{\rm {LS}}\neq d_{\rm {S}}-d_{\rm {L}}\!}.
Kadar telesa niso poravnana, dobimo več slik izvornega telesa.

## Znani Einsteinovi obroči
| Ime            | nahajališče (RA, dec)                | polmer | velikost loka | optični/radijski | odkritje       |
| -------------- | ------------------------------------ | ------ | ------------- | ---------------- | -------------- |
| FOR J0332-3557 | 03h:32m:59s:94, -35°57'51".7, J2000  | 1,48"  | delni, 260°   | radijski         | Cabanac (2005) |
| SDSSJ0946+1006 | 09h 46m 56.s68, +10° 06' 52."6 J2000 |        |               | optični          | Gavazzi (2008) |
| MG1131 + 0456  |                                      |        |               |                  |                |